# دم‌خاری تیره
دم‌خاری تیره (نام علمی: Synallaxis moesta) یک گونه از پرندگان در زیرتیرهٔ Furnariinae از تیرهٔ تنورمرغان (Furnariidae) است که در کلمبیا، اکوادور و پرو یافت می‌شود.